# Bu Jiang
Bu Jiang (不降; Bù Jiàng) var den elfte kungen under den kinesiska Xiadynastin. Hans regenttid är estimerad från 1666 till 1608 f.Kr.
Bu Jiang blev regent i året JiHai (己亥) efter att hans far Xie av Xia avlidit. Efter sin död efterträddes Bu Jiang av sin yngre bror Jiong av Xia. Enligt Bambuannalerna abdikerade Bu Jiang, och han avled under kung Jiongs tionde år som regent.
Bu Jiangs biografi är beskriven i de historiska krönikorna Shiji och Bambuannalerna.